# Оркестровка (ИТ)
Также есть термин Оркестровка в музыке.
Оркестрация — автоматическое размещение, координация и управление сложными компьютерными системами и службами.
Оркестрация описывает то, как сервисы должны взаимодействовать между собой, используя для этого обмен сообщениями, включая бизнес-логику и последовательность действий. Оркестрация подчинена какому-то одному из участников бизнес-процесса. В сервис-ориентированной архитектуре оркестровка сервисов обычно реализуется согласно стандарту Business Process Execution Language (WS-BPEL).